# FA Premier League 1993-1994
La FA Premier League 1993-1994 è stata la 95ª edizione della massima serie del campionato inglese di calcio, disputato tra il 14 agosto 1993 e l'8 maggio 1994 e concluso con la vittoria del Manchester Utd, al suo nono titolo, il secondo consecutivo.
Capocannoniere del torneo è stato Andy Cole (Newcastle Utd) con 34 reti.

## Stagione

### Novità
Al posto delle retrocesse Crystal Palace, Middlesbrough e Nottingham Forest sono saliti dalla First Division il Newcastle Utd, il West Ham Utd e lo Swindon Town, al suo primo e finora unico campionato di massima serie.

### Avvenimenti
Il campionato fu vinto per la seconda volta consecutiva dal Manchester Utd che guidò la classifica per la maggior parte del torneo: l'unica squadra a dare qualche grattacapo ai Red Devils fu il Blackburn, che riuscì a ridurre lo svantaggio di sedici punti accumulato fino a gennaio, riuscendosi a portare il 2 aprile (vincendo lo scontro diretto con il Manchester United per 2-0) a tre punti dalla vetta. La situazione rimase invariata fino a poche giornate dal termine, quando un'inopinata sconfitta del Blackburn contro il Coventry City consentì ai Red Devils di riguadagnare terreno e di aggiudicarsi così il secondo titolo consecutivo.
Al Blackburn restò quindi la qualificazione in Coppa UEFA, ottenuta assieme al neopromosso Newcastle Utd (in seguito si aggiungerà l'Aston Villa, vincitore della Coppa di Lega che tornava ad assegnare il recuperato 3º posto per l'Inghilterra dal ranking UEFA). In queste due squadre militavano tra l'altro i due cannonieri principali del campionato, ovvero Alan Shearer ed Andy Cole, quest'ultimo capocannoniere con trentaquattro reti. A fondo classifica rimase inchiodato l'esordiente Swindon Town, che vinse solo cinque partite subendo cento goal nel corso della stagione. Molto più incerte furono le altre 2 retrocessioni, entrambe maturate all'ultima giornata: l' Oldham Athletic pagò un mese finale da incubo dove perse la semifinale di FA Cup al replay contro il Manchester United facendosi raggiungere sul pareggio all'ultimo minuto della prima sfida; abbattuta moralmente la squadra non seppe reagire e con appena 3 punti nelle ultime 8 giornate gettò al vento una salvezza che pareva certa. Ancor più drammatica, se possibile, fu la retrocessione dello Sheffield Utd: alla fine del primo tempo dell'ultima giornata il club si trovava addirittura al 16º posto, ma i cambiamenti dei risultati dagli altri campi (tra i quali una miracolosa e memorabile rimonta dell'Everton che vinse 3-2 contro il Wimbledon FC) fecero affondare i biancorossi, entrati in zona retrocessione all'ultimo minuto della stagione dopo aver subito il gol del fatale 3-2 contro il Chelsea.

## Squadre partecipanti
| Club            | Stagione | Città               | Stadio               | Stagione precedente                                  |
| --------------- | -------- | ------------------- | -------------------- | ---------------------------------------------------- |
| Arsenal         | dettagli | Londra              | Arsenal Stadium      | 10º posto in FA Premier League                       |
| Aston Villa     | dettagli | Birmingham          | Villa Park           | 2º posto in FA Premier League                        |
| Blackburn       | dettagli | Blackburn           | Ewood Park           | 4º posto in FA Premier League                        |
| Chelsea         | dettagli | Londra              | Stamford Bridge      | 11º posto in FA Premier League                       |
| Coventry City   | dettagli | Coventry            | Highfield Road       | 15º posto in FA Premier League                       |
| Everton         | dettagli | Liverpool           | Goodison Park        | 14º posto in FA Premier League                       |
| Ipswich Town    | dettagli | Ipswich             | Portman Road         | 16º posto in FA Premier League                       |
| Leeds Utd       | dettagli | Leeds               | Elland Road          | 17º posto in FA Premier League                       |
| Liverpool       | dettagli | Liverpool           | Anfield              | 6º posto in FA Premier League                        |
| Manchester City | dettagli | Manchester          | Maine Road           | 9º posto in FA Premier League                        |
| Manchester Utd  | dettagli | Manchester          | Old Trafford         | 1º posto in FA Premier League                        |
| Newcastle Utd   | dettagli | Newcastle upon Tyne | St James' Park       | 1º posto in First Division, promosso                 |
| Norwich City    | dettagli | Norwich             | Carrow Road          | 3º posto in FA Premier League                        |
| Oldham Athletic | dettagli | Oldham              | Boundary Park        | 19º posto in FA Premier League                       |
| QPR             | dettagli | Londra              | Loftus Road          | 5º posto in FA Premier League                        |
| Sheffield Utd   | dettagli | Sheffield           | Bramall Lane         | 13º posto in FA Premier League                       |
| Sheffield Weds  | dettagli | Sheffield           | Hillsborough Stadium | 7º posto in FA Premier League                        |
| Southampton     | dettagli | Southampton         | The Dell             | 18º posto in FA Premier League                       |
| Swindon Town    | dettagli | Swindon             | County Ground        | 5º posto in First Division, promosso dopo i play-off |
| Tottenham       | dettagli | Londra              | White Hart Lane      | 8º posto in FA Premier League                        |
| West Ham Utd    | dettagli | Londra              | Boleyn Ground        | 2º posto in First Division, promosso                 |
| Wimbledon FC    | dettagli | Londra              | Selhurst Park        | 12º posto in FA Premier League                       |

## Allenatori e primatisti
| Club            | Allenatore                                                                 | Calciatore più presente                                      | Cannoniere              |
| --------------- | -------------------------------------------------------------------------- | ------------------------------------------------------------ | ----------------------- |
| Arsenal         | George Graham                                                              | David Seaman, Ian Wright (39)                                | Ian Wright (23)         |
| Aston Villa     | Ron Atkinson                                                               | Kevin Richardson (40)                                        | Dean Sunders (10)       |
| Blackburn       | Kenny Dalglish                                                             | Henning Berg , Graeme Le Saux (41)                           | Alan Shearer (31)       |
| Chelsea         | Glenn Hoddle                                                               | Dmitrij Charin (40)                                          | Mark Stein (13)         |
| Coventry City   | Bobby Gould (1ª-12ª) Phil Neal (13ª-42ª)                                   | Peter Atherton, Phil Babb, Stephen Morgan, Peter Ndlovu (40) | Peter Ndlovu (11)       |
| Everton         | Howard Kendall (1ª-18ª) Jimmy Gabriel (19ª-25ª) Mike Walker (26ª-42ª)      | Neville Southall (42)                                        | Tony Cottee (16)        |
| Ipswich Town    | Mick McGiven (1ª-24ª; 26ª-29ª) John Lyall (25ª; 30ª-42ª)                   | Mick Stockwell (42)                                          | Ian Marshall (10)       |
| Leeds Utd       | Howard Wilkinson                                                           | Gary Kelly, Gary McAllister (42)                             | Rodney Wallace (15)     |
| Liverpool       | Graeme Souness (1ª-15ª; 17ª-27ª) Roy Evans (16ª; 28ª-42ª)                  | Ian Rush (42)                                                | Ian Rush (14)           |
| Manchester City | Peter Reid (1ª-4ª) Tony Book (5ª) Brian Horton (6ª-42ª)                    | Steve McMahon, Michel Vonk (35)                              | Mike Sheron (6)         |
| Manchester Utd  | Alex Ferguson                                                              | Denis Irwin (42)                                             | Éric Cantona (18)       |
| Newcastle Utd   | Kevin Keegan                                                               | Rob Lee (41)                                                 | Andy Cole (34)          |
| Norwich City    | Mike Walker (1ª-15ª; 17ª-18ª; 20ª-25ª) John Deehan (16ª; 19ª; 26ª-42ª)     | Rob Lee (41)                                                 | Andy Cole (34)          |
| Oldham Athletic | Joe Royle                                                                  | Mike Milligan (39)                                           | Graeme Sharp (9)        |
| QPR             | Gerry Francis                                                              | Clive Wilson (37)                                            | Les Ferdinand (17)      |
| Sheffield Utd   | Dave Bassett                                                               | Carl Bradshaw (40)                                           | Jostein Flo (10)        |
| Sheffield Weds  | Trevor Francis                                                             | Des Walker (42)                                              | Mark Bright (19)        |
| Southampton     | Ian Branfoot (1ª-24ª) Dave Merrington (26ª) James Alan Ball (25ª; 27ª-42ª) | Jeff Kenna, Neil Maddison (41)                               | Matthew Le Tissier (25) |
| Swindon Town    | John Gorman                                                                | Shaun Taylor (42)                                            | Jan Åge Fjørtoft (12)   |
| Tottenham       | Osvaldo Ardiles                                                            | Steve Sedgley (42)                                           | Teddy Sheringham (14)   |
| West Ham Utd    | Billy Bonds                                                                | Luděk Mikloško, Trevor Morley (42)                           | Trevor Morley (13)      |
| Wimbledon FC    | Joe Kinnear                                                                | Robbie Earle, Dean Holdsworth (42)                           | Dean Holdsworth (17)    |

## Classifica finale
|       | Pos. | Squadra         | Pt | G  | V  | N  | P  | GF | GS  | DR  |
| ----- | ---- | --------------- | -- | -- | -- | -- | -- | -- | --- | --- |
|       | 1.   | Manchester Utd  | 92 | 42 | 27 | 11 | 4  | 80 | 38  | +42 |
|       | 2.   | Blackburn       | 84 | 42 | 25 | 9  | 8  | 63 | 36  | +27 |
|       | 3.   | Newcastle Utd   | 77 | 42 | 23 | 8  | 11 | 82 | 41  | +41 |
|       | 4.   | Arsenal         | 71 | 42 | 18 | 17 | 7  | 53 | 28  | +25 |
|       | 5.   | Leeds Utd       | 70 | 42 | 18 | 16 | 8  | 65 | 39  | +26 |
|       | 6.   | Wimbledon FC    | 65 | 42 | 18 | 11 | 13 | 56 | 53  | +3  |
|       | 7.   | Sheffield Weds  | 64 | 42 | 16 | 16 | 10 | 76 | 54  | +22 |
|       | 8.   | Liverpool       | 60 | 42 | 17 | 9  | 16 | 59 | 55  | +4  |
|       | 9.   | QPR             | 60 | 42 | 16 | 12 | 14 | 62 | 61  | +1  |
| [ 4 ] | 10.  | Aston Villa     | 57 | 42 | 15 | 12 | 15 | 46 | 50  | -4  |
|       | 11.  | Coventry City   | 56 | 42 | 14 | 14 | 14 | 43 | 45  | -2  |
|       | 12.  | Norwich City    | 53 | 42 | 12 | 17 | 13 | 65 | 61  | +4  |
|       | 13.  | West Ham Utd    | 52 | 42 | 13 | 13 | 16 | 47 | 58  | -11 |
| [ 5 ] | 14.  | Chelsea         | 51 | 42 | 13 | 12 | 17 | 49 | 53  | -4  |
|       | 15.  | Tottenham       | 45 | 42 | 11 | 12 | 19 | 54 | 59  | -5  |
|       | 16.  | Manchester City | 45 | 42 | 9  | 18 | 15 | 38 | 49  | -11 |
|       | 17.  | Everton         | 44 | 42 | 12 | 8  | 22 | 42 | 63  | -21 |
|       | 18.  | Southampton     | 43 | 42 | 12 | 7  | 23 | 49 | 66  | -17 |
|       | 19.  | Ipswich Town    | 43 | 42 | 13 | 11 | 18 | 35 | 58  | -23 |
|       | 20.  | Sheffield Utd   | 42 | 42 | 8  | 18 | 16 | 42 | 60  | -18 |
|       | 21.  | Oldham Athletic | 40 | 42 | 9  | 13 | 20 | 42 | 68  | -26 |
|       | 22.  | Swindon Town    | 30 | 42 | 5  | 15 | 22 | 47 | 100 | -53 |

Legenda:
      Campione d'Inghilterra e ammessa alla UEFA Champions League 1994-1995.
      Ammesse alla Coppa delle Coppe 1994-1995.
      Ammesse alla Coppa UEFA 1994-1995.
      Retrocesse in First Division 1994-1995.
Regolamento:
Tre punti a vittoria, uno a pareggio, zero a sconfitta.
A parità di punti le squadre vengono classificate secondo la differenza reti.

### Squadra campione
| Formazione tipo | Giocatori (presenze)      |
| --- | ------------------------- |
| Schmeichel Parker Bruce Pallister Irwin Kančel'skis Ince Keane Giggs Cantona Hughes | Peter Schmeichel (40)     |
| Schmeichel Parker Bruce Pallister Irwin Kančel'skis Ince Keane Giggs Cantona Hughes | Paul Parker (40)          |
| Schmeichel Parker Bruce Pallister Irwin Kančel'skis Ince Keane Giggs Cantona Hughes | Steve Bruce (41)          |
| Schmeichel Parker Bruce Pallister Irwin Kančel'skis Ince Keane Giggs Cantona Hughes | Gary Pallister (41)       |
| Schmeichel Parker Bruce Pallister Irwin Kančel'skis Ince Keane Giggs Cantona Hughes | Denis Irwin (42)          |
| Schmeichel Parker Bruce Pallister Irwin Kančel'skis Ince Keane Giggs Cantona Hughes | Andrej Kančel'skis (31)   |
| Schmeichel Parker Bruce Pallister Irwin Kančel'skis Ince Keane Giggs Cantona Hughes | Paul Ince (39)            |
| Schmeichel Parker Bruce Pallister Irwin Kančel'skis Ince Keane Giggs Cantona Hughes | Roy Keane (37)            |
| Schmeichel Parker Bruce Pallister Irwin Kančel'skis Ince Keane Giggs Cantona Hughes | Ryan Giggs (38)           |
| Schmeichel Parker Bruce Pallister Irwin Kančel'skis Ince Keane Giggs Cantona Hughes | Éric Cantona (34)         |
| Schmeichel Parker Bruce Pallister Irwin Kančel'skis Ince Keane Giggs Cantona Hughes | Mark Hughes (36)          |
| Schmeichel Parker Bruce Pallister Irwin Kančel'skis Ince Keane Giggs Cantona Hughes | Allenatore: Alex Ferguson |
| Altri giocatori: Lee Sharpe (30), Brian McClair (26), Bryan Robson (15), Dion Dublin (5), Darren Ferguson (3), Gary Walsh (3), Mike Phelan (2), Nicky Butt (1), Lee Martin (1), Colin McKee (1), Gary Neville (1), Ben Thornley (1). |                           |

## Statistiche

### Squadre

#### Capoliste solitarie
|    | —— | —— | ——        | ——        | ——        | —— | ——             | ——             | ——             | ——             | ——             | ——             | ——             | ——             | ——             | ——             | ——             | ——             | ——             | ——             | ——             | ——             | ——             | ——             | ——             | ——             | ——             | ——             | ——             | ——             | ——             | ——             | ——             | ——             | ——             | ——             | ——             | ——             | ——             | ——             | ——             | —— |  |
|    |    |    | Manc. Utd | Manc. Utd | Manc. Utd |    | Manchester Utd | Manchester Utd | Manchester Utd | Manchester Utd | Manchester Utd | Manchester Utd | Manchester Utd | Manchester Utd | Manchester Utd | Manchester Utd | Manchester Utd | Manchester Utd | Manchester Utd | Manchester Utd | Manchester Utd | Manchester Utd | Manchester Utd | Manchester Utd | Manchester Utd | Manchester Utd | Manchester Utd | Manchester Utd | Manchester Utd | Manchester Utd | Manchester Utd | Manchester Utd | Manchester Utd | Manchester Utd | Manchester Utd | Manchester Utd | Manchester Utd | Manchester Utd | Manchester Utd | Manchester Utd | Manchester Utd |    |  |
|    |    |    |           |           |           |    |                |                |                |                |                |                |                |                |                |                |                |                |                |                |                |                |                |                |                |                |                |                |                |                |                |                |                |                |                |                |                |                |                |                |                |    |  |
|    |    |    |           |           |           |    |                |                |                |                |                |                |                |                |                |                |                |                |                |                |                |                |                |                |                |                |                |                |                |                |                |                |                |                |                |                |                |                |                |                |                |    |  |
| 1ª | 2ª | 3ª | 4ª        | 5ª        | 6ª        | 7ª | 8ª             | 9ª             | 10ª            | 11ª            | 12ª            | 13ª            | 14ª            | 15ª            | 16ª            | 17ª            | 18ª            | 19ª            | 20ª            | 21ª            | 22ª            | 23ª            | 24ª            | 25ª            | 26ª            | 27ª            | 28ª            | 29ª            | 30ª            | 31ª            | 32ª            | 33ª            | 34ª            | 35ª            | 36ª            | 37ª            | 38ª            | 39ª            | 40ª            | 41ª            | 42ª            |    |  |

#### Primati stagionali
- Maggior numero di vittorie: Manchester Utd (27)
- Minor numero di sconfitte: Manchester Utd (4)
- Migliore attacco: Newcastle (82 goal fatti)
- Miglior difesa: Arsenal (28 reti subite)
- Miglior differenza reti: Manchester Utd (+42)
- Maggior numero di pareggi: Sheffield Utd (18)
- Minor numero di pareggi: Southampton (7)
- Maggior numero di sconfitte: Swindon Town (22)
- Minor numero di vittorie: Swindon Town (5)
- Peggior attacco: Ipswich Town (35 reti segnate)
- Peggior difesa: Swindon Town (100 reti subite)
- Peggior differenza reti: Swindon Town (-53)

### Individuali

#### Classifica marcatori
Fonte:
| Gol | Rigori |  | Giocatore              | Squadra        |
| --- | ------ |  | ---------------------- | -------------- |
| 34  |        |  | Andy Cole              | Newcastle      |
| 31  | 3      |  | Alan Shearer           | Blackburn      |
| 25  | 6      |  | Matthew Le Tissier     | Southampton    |
| 25  | 1      |  | Christopher Roy Sutton | Norwich City   |
| 23  | 5      |  | Ian Wright             | Arsenal        |
| 21  | 7      |  | Peter Beardsley        | Newcastle Utd  |
| 19  |        |  | Mark Bright            | Sheffield Weds |
| 18  | 2      |  | Éric Cantona           | Manchester Utd |
| 17  |        |  | Les Ferdinand          | QPR            |
| 17  | 1      |  | Dean Holdsworth        | Wimbledon FC   |
| 16  | 2      |  | Tony Cottee            | Everton        |
| 15  |        |  | Rod Wallace            | Leeds          |
| 14  |        |  | Kevin Campbell         | Arsenal        |
| 14  |        |  | Ian Rush               | Liverpool      |
| 14  | 4      |  | Teddy Sheringham       | Tottenham      |